# Orongo
Orongo je kamnita vasica in obredno središče na jugozahodnem vrhu Rapa Nui (Velikonočni otok). Sestavljena je iz zbirke nizkih, z rušo pokritih, brez oken, okroglastih stavb, z nizkimi vrati, ki stojijo na visoki jugozahodni konici velike vulkanske kaldere Rano Kau. Pod Orongom na eni strani je 300 metrov neplodne pečine, ki se spušča v ocean, na drugi strani pa bolj nežna, vendar še vedno zelo strma travnata pobočja vodi do sladkovodnega močvirja znotraj visoke kaldere.
Prva polovica obrednih vaških 53 kamnitih zidanih hišic je bila raziskana in obnovljena leta 1974, preostanek pa je bil dokončan leta 1976, nato pa občasno raziskovan leta 1985 in ponovno leta 1995. Orongo ima zdaj status svetovne dediščine v  narodnem parku Rapa Nui.

## Zgodovina
Med 18. in sredino 19. stoletja je bil Orongo središče kulta človek ptica, ki je imel določen ritual kot letna dirka, kdo bo prinesel prvo nepoškodovano jajce iz bližnjega otočka Motu Nui do Oronga. Dirka je bila zelo nevarna, lovci pa so pogosto padli v smrt iz pečine. Na mestu so številni kamni, predvsem tangata manu (človek ptica), ki so morda bili izrezljani v spomin na nekatere zmagovalce te dirke.
V šestdesetih letih dvajsetega stoletja je večina otočanov Rapa Nui umrla zaradi bolezni ali je bila zasužnjena. Tisti, ki so preživeli so prevzeli krščanstvo in Orongo se ni več uporabljal. Leta 1868 je posadka HMS Topaze odstranila ogromen bazaltni moai, znan kot Hoa Hakananai'a iz Oronga. Zdaj je shranjen v Britanskem muzeju.
Arheološko najdišče Oronga je bilo leta 1996 vključeno med World Monuments Watch s strani Svetovnega sklada za spomenike za spomenike (World Monuments Fund) in se je ponovno pojavil štiri leta kasneje, leta 2000. Grožnja je bila erozija tal, ki so jo povzročile padavine in so jo poslabšali pešci.  Po letu 2000 je organizacija pomagala pri pripravi načrta upravljanja z lokacijo s podporo podjetja American Express, decembra 2009 pa je bilo objavljenih več sredstev za izgradnjo trajnostnega centra za obiskovalce. 
- Obnovljene kamnite hiše Orongo
- Pogled iz Oronga na morje. Motu Nui, z majhnim Motu Iti v ospredju in skalo Motu Kau Kau pred njima.
- Karta Velikonočnega otoka prikazuje Rano Kau, Motu Nui, Orongo in letališče Mataveri